# Gwenette Martha
Gwenette Girigorie Martha (Curaçao, 7 februari 1974 – Amstelveen, 22 mei 2014) was een Nederlandse crimineel, die verantwoordelijk wordt gehouden voor een groot aantal liquidaties in de Amsterdamse onderwereld.

## Levensloop
De op de Antillen geboren Martha groeide op in Amsterdam-Zuid. Martha had talent voor voetbal en schopte het tot de jeugdopleiding van Ajax. Op achttienjarige leeftijd was hij er getuige van dat zijn broer Giovanni na een vechtpartij werd doodgeschoten. De moordenaar van Giovanni werd op 14 oktober 2003 onder niet opgehelderde omstandigheden in een coffeeshop doodgeschoten.
Martha had voor zijn achttiende al met straatroven het slechte pad verkend, maar ging door met een criminele carrière, waarin roofovervallen en cocaïnehandel een hoofdrol speelden. In de jaren 90 werd de groep rond Martha als gevolg van de nasleep van de IRT-affaire door de politie nog enigszins met rust gelaten, maar enkele jaren later, in 2007, werd Martha veroordeeld voor het witwassen van geld. Nog geen maand later ontsnapte Martha uit de gevangenis.
Ondertussen ging het met zijn bende ook niet zo goed. Er vielen nogal wat doden onder zijn handlangers en de groep van Martha raakte in een bloedige vete verwikkeld met een concurrerende misdaadgroep. In 2012 liet Martha's rechterhand het leven. Diens moord op 18 oktober 2012 zou te maken hebben met een verdwenen partij van tweehonderd kilo cocaïne. De moord bracht weer een nieuwe reeks liquidaties op gang, met als startpunt een zware schietpartij op 29 december 2012 in de Staatsliedenbuurt. Daarbij kwamen twee jonge Marokkanen om het leven en werd er ook op de politie geschoten met automatische wapens. Het daadwerkelijke doelwit wist te ontkomen door tussen twee woonboten in het water te springen. 

## Dood
Martha is op 22 mei 2014 als gevolg van een aanslag om het leven gekomen. Nadat hij een eethuis in Amstelveen uitliep met een bekende van hem, kwam het moordcommando aan met meerdere automatische wapens. Gwenette probeerde nog te vluchten, maar zakte enkele meters verderop op een parkeerplaats in elkaar. Er werden meer dan tachtig kogelgaten in zijn lichaam aangetroffen.

## Trivia
- Gwenette Martha was een oom van Ajaxspeler Ar'Jany Martha